# Jônatas Obina
Jônatas Paulino da Silva Inácio, meglio noto come Jônatas Obina (Sete Lagoas, 18 dicembre 1985), è un calciatore brasiliano naturalizzato equatoguineano, attaccante del Boston City.